# رایان فریش
رایان فریش (به انگلیسی: Ryan Farish) هنرمند، آهنگساز، ترانه‌سرا، تهیه‌کننده و نوازنده چند ساز آمریکایی است. رایان که اهل نورفولک، ویرجینیا است و در لس‌آنجلس، کالیفرنیا مستقر است، به‌خاطر آهنگ‌های الکترونیکا داون‌تمپو، چیل‌آوت و موسیقی رقص نشاط‌آورش شناخته شده‌است. صدای او ترکیبی از ملودی‌های سرود لایه بندی شده با شیارهای آرامش‌بخش داون‌تمپو ارگانیک به همراه مجموعه ای از آثاری است که ریتم‌های رقص را با مضامین نشاط آور القا می‌کند. رایان در سال ۲۰۰۸ شرکت ضبط موسیقی خود را با نام RYTONE Entertainment تأسیس کرد که محل انتشار آثار خود و سایر همکاران هنری است.
دستاوردهای فریش شامل هفت آلبوم در جدول بیلبورد، ۷۰ میلیون بازدید از ویدیوهای ساخته شده توسط طرفداران در یوتیوب، ۳۳۳ میلیون پخش در رادیو پاندورا، آمازون کلود، اپل موزیک و اسپاتیفای، اجرای در کارناوال نئون در کواچلا با حمایت گوگل پلی، تی موبایل و آرمانی اکسچنج، اجاره موسیقی به شرکت‌هایی مانند: آئودی، شورولت، ام‌تی‌وی، وی‌اچ۱، سونی، گوگل، تی موبایل و فیلم من نفرت‌انگیز ۲ در سال ۲۰۱۳، و همچنین یک سری ویدیوهای ویژه که فریش با آئودی آمریکای شمالی و بنگ و اولافسن در آنها حضور شخصی دارد.
به عنوان یک تهیه‌کننده، فریش برنده جایزه GMA Dove شده‌است و همچنین نویسنده / همکار ناشر برای ضبط نامزد جایزه گرمی شده‌است. او همچنین برند سبک زندگی جهانی خود و برنامه رادیویی و پادکست خود را به نام "Chasing the Sun" و "Positive Chillout" تولید کرده‌است.

## جوایز
- ۲۰۱۱ - تهیه‌کننده رایان فریش به عنوان فرماندار منتخب توسط هیئت فصل آکادمی ضبط واشینگتن، دی.سی. انتخاب شد[۵]
- ۲۰۱۰ - تهیه‌کننده رایان فریش توسط هیئت فصل آکادمی ضبط واشینگتن، دی.سی. به عنوان اولین مشاور منصوب شده فصل به نمایندگی از منطقه VA Beach/Tidewater انتخاب شد.[۶]
- رایان فریش برنده جایزه GMA Dove در 39th Annual GMAs (2007) و نویسنده/همکار ناشر برای ضبط نامزد جایزه گرمی شد و ده آلبوم برتر جدول Billboard.com را داشته‌است.[۷] جایزه GMA Dove برای نوشتن آهنگ موفق انجیل "Listen" برای Trin-i-Tee 5:7 بود.

## اعتبار
پانزدهمین آلبوم رایان فریش Wonder در ۲۲ مارس ۲۰۱۹ منتشر شد که در رتبه ۱۴ جدول فروش آلبوم دنس/الکترونیک بیلبورد قرار گرفت.
در سال ۲۰۱۸، آلبوم Wilderness از فریش در جدول‌های برتر آلبوم‌های الکترونیکی آی‌تیونز و آمازون و همچنین در نمودارهای بیلبورد رتبه ۲ را به خود اختصاص داد. برای اولین بار، رایان آواز خود را در چندین آهنگ مانند آهنگ خود "Wilderness" اجرا می‌کند.
در ۳ نوامبر ۲۰۱۷، رایان فریش Primary Colors را بر روی Black Hole Recordings منتشر کرد که رتبه ۱۷ را در فروش آلبوم دنس/الکترونیک بیلبورد کسب کرد.
در سال ۲۰۱۵، یازدهمین نسخه استودیویی فریش، اسپکتروم، جایزه «اولین شات داغ» را توسط مجله بیلبورد دریافت کرد و در جایگاه پنجم جدول بهترین آلبوم‌های عصر جدید قرار گرفت.
در ۱۹ نوامبر ۲۰۱۳، تک‌آهنگ فریش با نام «سپس خورشید آمد» در رتبه نهم جدول برتر سیریوس اکس‌ام Electric Area Trance قرار گرفت.
در سال ۲۰۰۴، آلبوم «زیبا» رایان فریش در جدول بیلبورد در رتبه ۱۰ قرار گرفت.
در سال ۲۰۰۵، آلبوم فریش «از آسمان» در رتبه سوم جدول بیلبورد قرار گرفت.

## دیسکوگرافی

### آلبوم‌های استودیویی
- ۲۰۰۴ - زیبا
- ۲۰۰۵ - از آسمان
- ۲۰۰۶ - جاودانه
- ۲۰۰۸ - عجایب
- ۲۰۰۹ - زیبا (نسخه لوکس)
- ۲۰۰۹ - از آسمان (نسخه لوکس)
- ۲۰۰۹ - ابدی (نسخه لوکس)
- ۲۰۰۹ - روح (کریسمس رایان فریش) - EP
- ۲۰۰۹ - جنبش در نور
- ۲۰۱۰ - بلوم
- ۲۰۱۰ - اپاس
- ۲۰۱۱ - بارگذاری مجدد اپاس
- ۲۰۱۱ - بر روی یک رؤیا
- ۲۰۱۱ - EP Transcontinental با پل هاردکاسل و رایان فریش
- ۲۰۱۲ – معماری اتاق اصلی
- ۲۰۱۲ - زندگی در استریو
- ۲۰۱۳ - سرنوشت
- ۲۰۱۵ - طیف
- ۲۰۱۷ - یونایتد
- ۲۰۱۷ - رنگ‌های اصلی
- ۲۰۱۸ - بیابان
- ۲۰۱۹ - شگفت‌انگیز
- ۲۰۱۹ - هنر برای زندگی
- ۲۰۲۰ - سرزمین آسمان
- ۲۰۲۱ - هالسیون
- ۲۰۲۱ - ریتم فصل‌ها
- ۲۰۲۲ - انقلاب
- ۲۰۲۳ - اخگرها و نور

### تک‌آهنگ‌ها
- ۲۰۰۸ - باور
- ۲۰۰۸ - باد اقیانوس آرام - ترکیب صبح یکشنبه
- ۲۰۰۸ - در این لحظه
- ۲۰۰۹ - ابرهای بهشت
- ۲۰۰۹ - آهنگ عشق
- ۲۰۰۹ - LA Nights
- ۲۰۰۹ - تعقیب کننده طوفان
- ۲۰۱۰ - ایسلند
- ۲۰۱۰ - به دنیای من بیا
- ۲۰۱۰ - وضوح کامل
- ۲۰۱۰ - بازتاب
- ۲۰۱۰ - عمق عشق
- ۲۰۱۰ - غروب آسمان
- ۲۰۱۲ - نور
- ۲۰۱۳ - سپس خورشید آمد
- ۲۰۱۴ - عشق در هوا
- ۲۰۱۴ - خانه
- ۲۰۱۴ - فاصله (شاه کوری پالرمو)
- ۲۰۰۸ - باور
- ۲۰۰۸ - باد صلح‌جو - ترکیب صبح یکشنبه
- ۲۰۰۸ - در این لحظه
- ۲۰۰۹ - ابرهای بهشت
- ۲۰۰۹ - آهنگ عشق
- ۲۰۰۹ - LA Nights
- ۲۰۰۹ - تعقیب کننده طوفان
- ۲۰۱۰ - ایسلند
- ۲۰۱۰ - به دنیای من بیا
- ۲۰۱۰ - وضوح کامل
- ۲۰۱۰ - بازتاب
- ۲۰۱۰ - عمق عشق
- ۲۰۱۰ - غروب آسمان
- ۲۰۱۲ - نور
- ۲۰۱۳ - سپس خورشید آمد
- ۲۰۱۴ - عشق در هوا
- ۲۰۱۴ - خانه
- ۲۰۱۵ - فاصله (شاه کوری پالرمو)
- ۲۰۱۶ - خط افق
- ۲۰۱۶ - داستان در حرکت
- ۲۰۱۶ - داستان‌های در حرکت (ریمیکس سید ون ریل دور به گذشته)
- ۲۰۱۶ - داستان‌های متحرک (ریمیکس Sunny Lax)
- ۲۰۱۷ - برخورد ستارگان
- ۲۰۱۷ - برخورد ستارگان (میکس گسترده)
- ۲۰۱۸ - Find You (ریمیکس دانیل کندی)
- ۲۰۲۲ - گرمای خورشید
- ۲۰۲۲ - دریای آسمان
- ۲۰۲۲ - نفس در این لحظه
- ۲۰۲۲ - روری
- ۲۰۲۳ - نورگیر
- ۲۰۲۳ - اینجا برای شما

### ریمیکس‌ها
- ۲۰۱۷ - Amnesia [ریمیکس رایان فریش] توسط پل اوکنفولد و جردن ساکلی در Perfecto Records Dreamstate, Vol. یک (نسخه آهنگ پاداش)

### آلبوم‌های زنده
- ۲۰۰۹ - زنده در ملی

### آلبوم‌های گردآوری شده
- ۲۰۰۲ - آثار برگزیده
- ۲۰۰۳ - آثار منتخب Xpanded
- ۲۰۰۸ - آرامش اسپا
- ۲۰۰۹ - کمیاب و بازسازی شده (2000-2002 Sesions)
- ۲۰۱۰ - Legacy (برترین بازدیدها ۲۰۰۰-۲۰۱۰)
- ۲۰۱۷ - Legacy: Greatest Hits, Vol.۲

### آلبوم‌های مستقل
- ۲۰۰۰ - در روز
- ۲۰۰۲ - Daydreamer